# A la primera persona
«A la primera persona» es título de una canción interpretada por el cantautor español Alejandro Sanz incluida de su sencillo principal de su octavo álbum de estudio El tren de los momentos (2006). Fue lanzado a las radios mundiales el lunes 25 de septiembre de 2006.
Es una canción a la empatia hacia el prójimo, escrita y producida por el mismo Sanz. La canción alcanzó el número uno en el Billboard Hot Latin Tracks.

## Video musical
El video musical de la canción fue rodado en las calles de Nueva York, EE. UU., y dirigido por Jaume De Laiguana. El video comienza con escenas del paso de un tren durante la salida del sol. Entonces, Sanz es visto paseando solo en una calle, luego, toma un periódico de la basura y comienza a leerlo. Continúa caminando, cuando de pronto ve algunos objetos dejados en medio de la calle. Él toma su guitarra, que también está allí. Entonces es cuando se revela que él es el dueño de los objetos, y que su novia es quien los lanzó allí tras una discusión.

## Posiciones
| Lista (2006/2007)                  | Máxima Posición |
| ---------------------------------- | --------------- |
| EE. UU. Billboard Hot 100          | 100             |
| EE. UU. Billboard Hot Latin Tracks | 1               |
| Argentina Top 20                   | 1               |
| España                             | 7               |
| México                             | 20              |

### Sucesión en las listas
| Predecesor: ¿Quién me iba a decir? de David Bisbal | U.S. Billboard Hot Latin Songs — Sencillo N°. 1 25 de noviembre de 2006 - 1 de diciembre de 2006 | Sucesor: Ser o parecer de RBD |

| Predecesor: Tú recuerdo de Ricky Martin con La Mari de Chambao y Tommy Torres | U.S. Billboard Latin Pop Airplay — Sencillo N°. 1 25 de noviembre de 2006 - 1 de diciembre de 2006 | Sucesor: Tú recuerdo de Ricky Martin con La Mari de Chambao y Tommy Torres |

- Datos: Q4660928